# Seko Fofana
Seko Fofana (Párizs, 1995. május 7. –) elefántcsontparti válogatott labdarúgó, a francia Rennes játékosa.

## Pályafutása

### Klubcsapatokban
Fofana a francia fővárosban, Párizsban született. Az ifjúsági pályafutását a Paris és a Lorient csapatában kezdte, majd az angol Manchester City akadémiájánál folytatta.
2014-ben mutatkozott be a Manchester City felnőtt keretében. A 2014–15-ös szezonban a Fulham, míg a 2015–16-os szezonban a Bastia csapatát erősítette kölcsönben. 2016-ban az olasz első osztályban szereplő Udinese szerződtette. 2020. augusztus 18-án a francia első osztályban érdekelt Lenshez igazolt. Először a 2020. szeptember 19-ei, Bordeaux ellen 2–1-re megnyert mérkőzés 64. percében, Cheick Doucouré cseréjeként lépett pályára. Első gólját 2021. február 21-én, a Dijon ellen hazai pályán 2–1-es győzelemmel zárult találkozón szerezte meg.
2023. július 18-án az en-Naszr háromévre szerződtette. 2024. január 30-án hat hónapra kölcsönbe került az el-Áttifák csapatához. 2025. január 1-jén 2029 nyaráig aláírt a francia Rennes csapatához.

### A válogatottban
Fofana az U16-os, az U17-es, az U18-as és az U19-es korosztályú válogatottakban is képviselte Franciaországot.
2017-ben debütált az elefántcsontparti válogatottban. Először a 2017. november 11-ei, Marokkó ellen 2–0-ra elvesztett mérkőzésen lépett pályára. Első válogatott gólját 2019. szeptember 10-én, Tunézia ellen 2–1-re megnyert barátságos mérkőzésen szerezte meg.

## Statisztikák
2023. május 27. szerint
| Klub                | Szezon   | Osztály      | Bajnokság | Bajnokság | Kupa és Ligakupa | Kupa és Ligakupa | Nemzetközi | Nemzetközi | Összesen | Összesen |
| Klub                | Szezon   | Osztály      | Meccs     | Gól       | Meccs            | Gól              | Meccs      | Gól        | Meccs    | Gól      |
| ------------------- | -------- | ------------ | --------- | --------- | ---------------- | ---------------- | ---------- | ---------- | -------- | -------- |
| Fulham (kölcsönben) | 2014–15  | Championship | 21        | 1         | 4                | 0                | —          | —          | 25       | 1        |
| Bastia (kölcsönben) | 2015–16  | Ligue 1      | 32        | 1         | 1                | 0                | —          | —          | 33       | 1        |
| Udinese             | 2016–17  | Serie A      | 22        | 5         | 1                | 0                | —          | —          | 23       | 5        |
| Udinese             | 2017–18  | Serie A      | 27        | 3         | 2                | 0                | —          | —          | 29       | 3        |
| Udinese             | 2018–19  | Serie A      | 31        | 2         | 1                | 0                | —          | —          | 32       | 2        |
| Udinese             | 2019–20  | Serie A      | 32        | 3         | 3                | 0                | —          | —          | 35       | 3        |
| Udinese             | Összesen | Összesen     | 112       | 13        | 7                | 0                | 0          | 0          | 119      | 13       |
| Lens                | 2020–21  | Ligue 1      | 30        | 2         | 2                | 0                | —          | —          | 32       | 2        |
| Lens                | 2021–22  | Ligue 1      | 38        | 8         | 3                | 2                | —          | —          | 41       | 10       |
| Lens                | 2022–23  | Ligue 1      | 35        | 7         | 4                | 2                | —          | —          | 39       | 9        |
| Lens                | Összesen | Összesen     | 103       | 17        | 9                | 4                | 0          | 0          | 112      | 21       |
| Összesen            | Összesen | Összesen     | 268       | 32        | 20               | 3                | 0          | 0          | 289      | 36       |

### A válogatottban
| Válogatott       | Év       | Pályára lépés | Gól |
| ---------------- | -------- | ------------- | --- |
| Elefántcsontpart | 2017     | 1             | 0   |
| Elefántcsontpart | 2019     | 5             | 1   |
| Elefántcsontpart | 2022     | 2             | 2   |
| Összesen         | Összesen | 8             | 3   |

#### Góljai a válogatottban
| # | Időpont              | Helyszín                                   | Ellenfél | Gólok | Eredmény | Kiírás              |
| - | -------------------- | ------------------------------------------ | -------- | ----- | -------- | ------------------- |
| 1 | 2019. szeptember 10. | Stade Robert Diochon, Rouen, Franciaország | Tunézia  | 2–0   | 2–1      | Barátságos mérkőzés |
| 2 | 2022. szeptember 24. | Stade Robert Diochon, Rouen, Franciaország | Togo     | 1–0   | 2–1      | Barátságos mérkőzés |
| 3 | 2022. szeptember 27. | Stade de la Licorne, Amiens, Franciaország | Guinea   | 3–0   | 3–1      | Barátságos mérkőzés |

## Sikerei, díjai

### Klub
- En-Naszr:
  - Arab Bajnokcsapatok Kupája: 2023

### Válogatott
- Elefántcsontpart
  - Afrikai nemzetek kupája: 2023[14]

### Egyéni
- Marc-Vivien Foé-díj: 2021–22
- UNFP Ligue 1 – A szezon csapatának tagja: 2021–22,[15] 2022–23[16]
- UNFP Ligue 1 – Hónap Játékosa: 2021 szeptember[17]